# Karen E. Samonds
Karen E. Samonds est une paléobiologiste et paléontologue américaine, employée par l'université de Northern Illinois, localisé à DeKalb, dans l'État de l'Illinois.

## Présentation
Assistante paléontologique dès 1993, elle fait, en particulier, un séjour à Madagascar en 1999 et 2001.

## Taxonomiste
Elle est, entre autres, l'auteur des taxons Astrochelys rogerbouri Kehlmaier et al., 2023, une tortue, Hipposideros besaoka Samonds 2007, Triaenops goodmani Samonds 2007,, des espèces fossiles de chauve-souris.

## Publications
- [2007] (en) Karen E. Samonds, « Late Pleistocene bat fossils from Anjohibe Cave, northwestern Madagascar », Acta Chiropterologica, Musée et institut de zoologie de l'Académie polonaise des sciences (d), vol. 9, no 1,‎ avril 2007, p. 39-65 (ISSN 1508-1109 et 1733-5329, DOI 10.3161/1733-5329(2007)9[39:LPBFFA]2.0.CO;2, lire en ligne). .